# Johannes von Dassel
Fritz Reginald Johannes von Dassel (* 10. August 1863 in Berlin; † 29. November 1928 in Potsdam) war ein General der Infanterie der Reichswehr.

## Leben

### Herkunft
Johannes war der Sohn des preußischen Oberst und Landstallmeisters Gustav Adolph von Dassel (1816–1894) und dessen Ehefrau Elise, geborene von Bandemer (1824–1901).

### Militärkarriere
Seine Jugend verbrachte Dassel in Trakehnen. Ab 1873 war er Kadett im Kulmer Kadettenhaus, wechselte 1878 an die Hauptkadettenanstalt in Groß-Lichterfelde und wurde am 15. April 1882 als Sekondeleutnant dem 3. Garde-Regiment zu Fuß der Preußischen Armee überwiesen. Ab 1886 war er Adjutant des II. Bataillons und absolvierte zur weiteren Ausbildung vom 1. Oktober 1889 bis zum 21. Juli 1891 die Kriegsakademie in Berlin. Zwischenzeitlich war Dassel am 24. März 1890 Premierleutnant geworden und stieg nach seiner Rückkehr von der Kriegsakademie zum Regimentsadjutanten auf. Seine Tätigkeit im Regiment wurde vom 20. Oktober 1892 bis 26. Januar 1896 unterbrochen. In dieser Zeit war er Adjutant der 3. Garde-Infanterie-Brigade. Als Hauptmann wurde er dann Kompaniechef. Diesen Posten gab Dassel mit seiner Beförderung zum Major und der Versetzung in das Grenadier-Regiment „Kronprinz“ (1. Ostpreußisches) Nr. 1 am 27. Januar 1905 ab. Am 21. Mai 1907 wurde er Kommandeur des Füsilier-Bataillons des Kaiser Alexander Garde-Grenadier-Regiments Nr. 1. Von dort wurde Dassel am 1. August 1910 nach Naumburg (Saale) versetzt und zum Kommandeur des Magdeburgischen Jäger-Bataillons Nr. 4 ernannt. In dieser Stellung folgte am 27. Januar 1912 seine Beförderung zum Oberstleutnant. Er kam am 27. Januar 1913 nach Berlin, übernahm als Kommandeur den Landwehr-Bezirk III und avancierte am 22. März 1914 zum Oberst.
Zu Beginn des Ersten Weltkriegs verblieb Dassel zunächst in seiner Stellung und wurde durch A.O.K. vom 14. August 1914 zum Kommandeur des 5. Hannoverschen Infanterie-Regiments Nr. 165 ernannt. Er kämpfte im Verband mit dem IV. Armee-Korps an der Westfront bei Tirlemont und Mons, bei Le Cateau und an der Somme und drang mit seinem Regiment bis zum Qurcq vor. Nach der Schlacht an der Marne erhielt er, wie das gesamte deutsche Heer, den Rückzugsbefehl und deckte diesen in der Schlacht an der Aisne. Im Oktober 1914 stand das Regiment in Kämpfen bei Arras und Lille sowie im Dezember in Französisch-Flandern. Hier konnte er mehrfach Durchbruchsversuche verhindern. Am 25. Januar 1915 wurde Dassel zum Kommandeur der 10. Infanterie-Brigade ernannt, die er in der Frühjahrsschlacht bei La-Bassée und Arras führte. Nach Beendigung der Kämpfe erhielt Dassel am 30. Juli 1915 das Kommando über die 49. Infanterie-Brigade (1. Großherzoglich Hessische). Die Brigade kommandierte er die kommenden zwei Jahre in der Schlacht um Verdun sowie der Schlacht an der Somme. Im Frühjahr 1917 ging der Großverband auf die Siegfriedstellung zurück. Dort wurde Dassel am 18. Juni 1917 zum Generalmajor befördert. Ab 21. September 1917 trat er dann mit seiner Brigade in die Kämpfe in Flandern ein und konnte trotz großer Verluste Angriffe abschlagen.
Wilhelm II. ernannte Dassel schließlich am 24. November 1917 zum Kommandeur der Jäger-Division, die zu diesem Zeitpunkt in den Venezianischen Alpen stand. Bis Ende Januar 1918 verblieb die Division an der italienischen Front und wurde dann in die Vogesen verlegt. Hier machte sie ab 30. März 1918 die Deutsche Frühjahrsoffensive mit und trat nach der Einstellung des Großangriffs an der Avre wieder in den Stellungskrieg über. Im Juli kämpfte er in der Abwehrschlacht zwischen Soissons und Reims sowie der anschließenden Bewegliche Abwehrschlacht zwischen Marne und Vesle. Als in der Abwehrschlacht zwischen Oise und Aisne britische Streitkräfte tief in deutsche Stellungen eingebrochen waren, wurde Dassel mit seiner Division vorgezogen und zum Gegenangriff angesetzt. Es gelang ihm dabei einen Großteil der verlorenen Stellungen wieder zu erobern und die kommenden Tage auch zu halten. Für diese Leistungen wurde er am 25. Oktober 1918 mit der höchsten preußischen Tapferkeitsauszeichnung, dem Orden Pour le Mérite beliehen.
Nach dem Waffenstillstand von Compiègne führte Dassel seine Division in die Heimat zurück, wo sie am 14. Dezember 1918 bei Berlin aufgelöst wurde. Er wurde daraufhin dem III. Armee-Korps zur Verfügung gestellt und erhielt am 29. Januar 1919 das Kommando über die 12. Infanterie-Brigade in Brandenburg an der Havel. Kurzzeitig war Dassel dann vom 28. Mai bis 30. September 1919 Inspekteur der Landwehr-Inspektion Berlin. Anschließend wurde er in die Vorläufige Reichswehr übernommen und zum Infanterieführer III in Ostpreußen ernannt. Nach dem Kapp-Putsch übernahm er zunächst die stellvertretende Führung des Wehrkreis I (Königsberg). Ab Mai 1920 war Dassel Befehlshaber im Wehrkreis I und seit 1. Oktober 1920 zugleich auch Kommandeur der 1. Division. Am 18. Dezember 1920 folgte dann mit dem Rangdienstalter vom 1. Oktober 1920 seine Beförderung zum Generalleutnant. Unter Verleihung des Charakters als General der Infanterie schied Dassel am 31. Oktober 1923 aus dem aktiven Dienst. Wilhelm Heye wurde sein Nachfolger.

### Familie
Er vermählte sich 1895 mit Else Klara Anna Wilhelmine von Borcke (2. August 1876 in Wernrode; † 8. April 1957 in Potsdam), Tochter des preußischen Generalmajors Kurt von Borcke (1847–1921). Das Paar hatte die Tochter Klara Antonie Elisabeth Gepa (* 2. Mai 1904; † 19. November 1975), Chanoinesse des Klosters Medingen.